# Pino Alessio
Pino Alessio (* 1954 in Corigliano Calabro; † 20. November 2006 in Düsseldorf) war ein italienischer Maler und Bildhauer.

## Leben
Pino Alessio ging 1970 zur Ausbildung nach Rom. Von 1971 bis 1973 studierte er in Florenz, ehe er bis 1978 in Köln lebte. Ab 1983 studierte er Kunst an der Kunstakademie Düsseldorf, unter anderem bei Markus Lüpertz, ab 1990 als Meisterschüler. Danach wirkte er als freischaffender Künstler in Düsseldorf, wo er 2006 an einem Herzinfarkt starb.

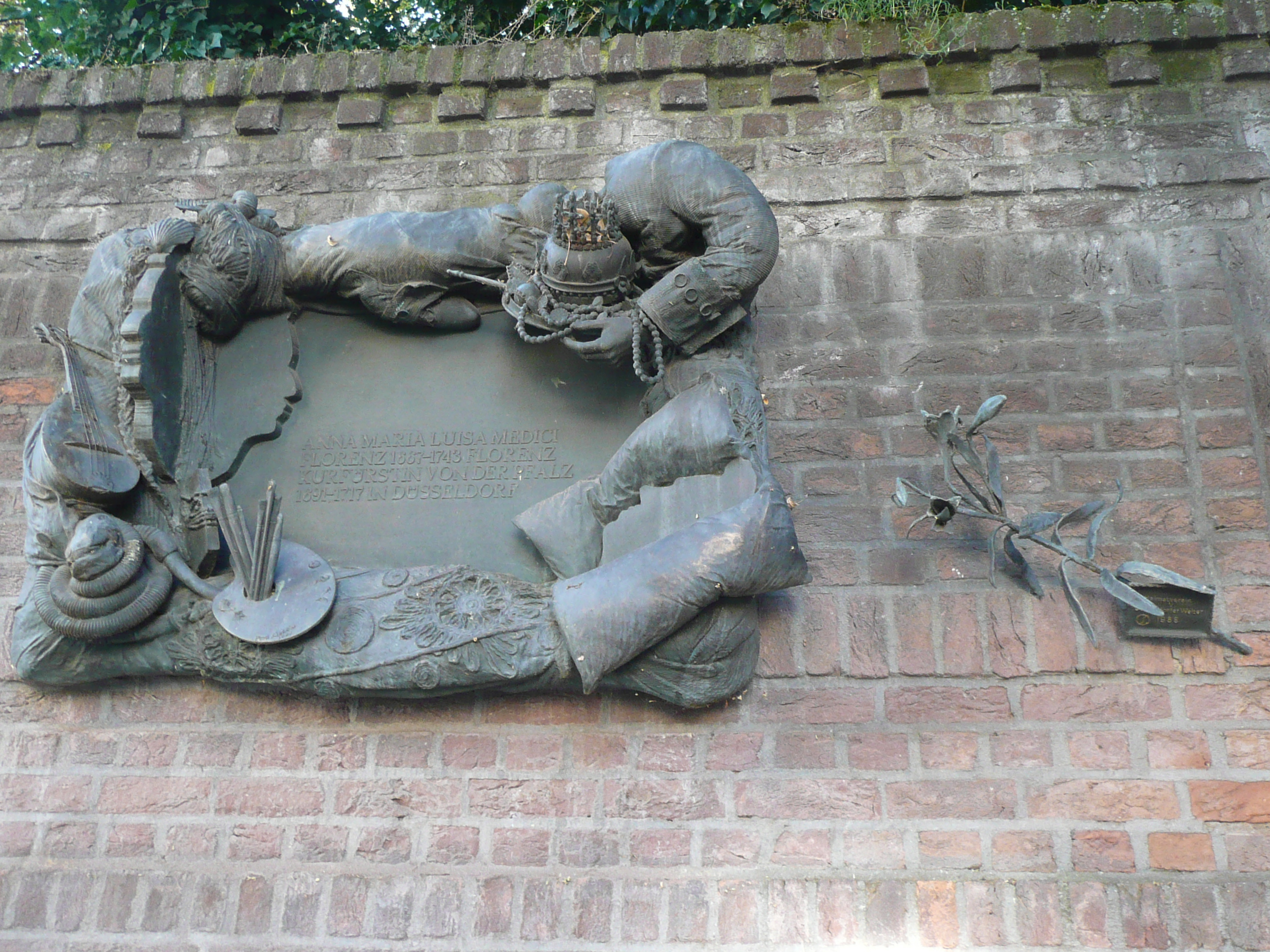
Bronzerelief zur Erinnerung an Anna Maria Luisa de’ Medici, 1988, Palais Spee, Düsseldorf

Alessios Kunst war anfangs einer kleinteilig-gegenständlichen und formalen Darstellungsweise verhaftet. Über eine Reduzierung, in der er etwa silhouettenhafte Gesichter darstellte, gelangte er zu einer freien, von Farbe bestimmten Malerei, in der er Figurationen allenfalls noch andeutete. Schließlich schuf er dynamische Kompositionen mit enormer Kontrast- und Tiefenwirkung und schwerelos anmutenden Farbströmen, in denen „Farbexplosionen“ ein Chaos in Raum und Zeit beschreiben. Außer klein- und großformatigen Gemälden schuf Alessio fantasievolle Bildobjekte und Plastiken. Auch war er in Theaterprojekte eingebunden. Sein Werk zeugt von einer intensiven Beschäftigung mit klassischer Literatur, etwa mit Werken von Dante Alighieri, und den „ewigen“ Themen des Lebens, beispielsweise der Sexualität.

## Ausstellungen (Auswahl)
- 1987: Materialbilder zum Thema Lohengrin, Deutsche Oper am Rhein, Düsseldorf
- 1988/1989: Objekte, Kunstkreis Xanten
- 1989: Neue Objekte, Ars polona Galerie, Düsseldorf
- 1989: Die Ruhe der Dinge, Galerie Apicella, Köln
- 1989: Lohengrin, Kunst im Turm, Museum in der Schwanenburg, Kleve
- 1989: Galerie Max Pisti, Antwerpen
- 1990: Magna Grecia, Villa Diekhaus, Papenburg
- 1992: Galerie Apicella, Köln
- 1993: Galerie Apicella, Köln
- 1994: Exit Art, Pavillon, Köln
- 1995: Verschlossene Welten, Thomas-Morus-Akademie, Bensberg
- 1995: Sternenbilder, Stadtmuseum Düsseldorf
- 1996: Strada latea, Galerie Apicella, Köln
- 1997: Galerie Judith Dielämmer, Grevenbroich
- 1997: Made in Italy, Galerie Apicella, Köln
- 1998: Malerei auf Papier, Stadtmuseum Düsseldorf
- 2000: Heidrick & Struggles, Düsseldorf
- 2000: Webers Galerie, Düsseldorf
- 2001: Immendorff, Mack, Alessio, Christo & Jeanne-Claude, ART-Syndication, Düsseldorf, Deutsche Post AG, Bonn
- 2001: Wenn Beatrice nicht gewesen wäre, Haus Hartmann, Grevenbroich
- 2004: Galerie Plein, Düsseldorf
- 2004: Auf Geweihtem Boden, Bundeshaus Bonn
- 2005: Painting is forever, Alp Galleries, New York City
- 2005: Dein Finger in meiner Seele. Was bleibt ist die Malerei, Kunstraum im Gewerbepark-Süd, Kulturamt der Stadt Hilden und Galerie Art and Projects International Dirk Geuer, Düsseldorf
- 2007: Retrospektive, Hattingen
- 2008: Retrospektive, Galerie Noack, Mönchengladbach
- 2008: Retrospektive, Coligliano Calabro